# Referendum del 1991 sullo status politico della Crimea
Il referendum sullo status politico della Crimea fu una consultazione elettorale tenutasi il 20 gennaio 1991 nell'oblast' allora parte della Repubblica Socialista Sovietica Ucraina, precedendo di circa due mesi il referendum sul mantenimento dell'Unione Sovietica e quello istituzionale sulla sovranità e di poco più di 10 mesi quello sull'indipendenza dell'Ucraina.
Agli elettori fu chiesto se volessero ristabilire la Repubblica Socialista Sovietica Autonoma di Crimea che era stata abolita nel 1945. La proposta venne approvata dal 94% degli elettori.

## Antefatti
La Repubblica Socialista Sovietica Autonoma di Crimea fu originariamente creata nel 1921 come parte della RSFS Russa dell’Unione Sovietica. Successivamente, durante la seconda guerra mondiale, la Crimea fu invasa dalla Germania nazista. Quando la regione fu riconquistata dall'URSS nel 1944, Stalin fece deportare in massa tatari, armeni, bulgari e greci di Crimea in Asia centrale col pretesto di una loro presunta collaborazione con gli occupanti tedeschi. Nel secondo dopoguerra la Repubblica autonoma fu quindi sciolta e la Crimea divenne un'oblast' aggregata alla RSS Ucraina il 19 febbraio 1954.
Nel settembre 1990, il Soviet dei deputati del popolo dell'oblast' di Crimea chiese il ripristino della Repubblica Socialista Sovietica Autonoma insieme al precedente livello di autonomia di cui la penisola aveva goduto sotto l'RSSA.
Il referendum non si limitò a chiedere la restaurazione della RSSA, ma chiese anche che la Crimea partecipasse al Nuovo Trattato di Unione (un ultimo futile tentativo di Michail Gorbačëv di ricostituire l'URSS). Ciò avrebbe significato, per la Crimea, diventare un soggetto sovrano della rinnovata URSS e quindi separata dalla RSS Ucraina.

## Conseguenze
Dopo il referendum il Soviet Supremo della RSS Ucraina approvò la legge: "sulla restaurazione della Repubblica Socialista Sovietica Autonoma di Crimea" il 12 febbraio 1991 ma all’interno dei confini dell’Ucraina.
Inoltre, il 4 settembre 1991, il parlamento della Crimea dichiarò il proprio territorio parte costituente dell'Ucraina sovrana. Tuttavia, si disse che il Parlamento della Crimea non avesse l'autorità per prendere questa decisione, perché secondo la legge sovietica "Sulla procedura per la risoluzione delle questioni relative al ritiro di una repubblica dell'Unione dall'URSS" del 3 aprile 1990, la questione avrebbe potuto essere risolta soltanto attraverso un referendum, ma l’Ucraina si era dichiarata indipendente il 24 agosto 1991 e il 1º dicembre 1991 tenne il referendum confermativo sulla propria autodeterminazione al quale partecipò anche la Crimea come parte del suo territorio, coi suoi abitanti che votarono a favore dell’indipendenza ucraina col 54,19% dei consensi e il 57,07% di quello degli abitanti della città di Sebastopoli.
Ad ogni modo, nonostante la dissoluzione dell'Unione Sovietica avvenuta il 25 dicembre 1991, nel gennaio 1992 il Soviet Supremo della RSFS Russa rimise in discussione la costituzionalità del trasferimento del 1954, bollandolo come illegittimo e accusando Nikita Chruščëv di tradimento contro il popolo russo.